# بوب ميلر (معلق رياضي)
بوب ميلر (بالإنجليزية: Bob Miller)‏ هو معلق رياضي أمريكي، ولد في 12 أكتوبر 1938 في شيكاغو في الولايات المتحدة.